# (263) Dresda
(263) Dresda ist ein Asteroid des äußeren Hauptgürtels, der am 3. November 1886 vom österreichischen Astronomen Johann Palisa an der Universitätssternwarte Wien entdeckt wurde.
Der Asteroid wurde benannt zu Ehren der deutschen Stadt Dresden. Die Benennung erfolgte durch den russischen Astronomen Basil von Engelhardt, der eine private Sternwarte in Dresden besaß.
(263) Dresda ist eines der größeren Mitglieder der Koronis-Familie, einer sehr zahlreichen Gruppe von Asteroiden, die durch eine kollisionsbedingte Zerstörung des Vorgängerkörpers von (158) Koronis entstanden.

## Wissenschaftliche Auswertung
Mit Daten radiometrischer Beobachtungen im Infraroten mit der Infrared Telescope Facility (IRTF) am Mauna-Kea-Observatorium auf Hawaiʻi vom 3. Dezember 1980 wurden für (263) Dresda erstmals Werte für den Durchmesser und die Albedo von 21 km und 0,21 bestimmt. Aus Ergebnissen der IRAS Minor Planet Survey (IMPS) wurden 1992 Angaben zu Durchmesser und Albedo für zahlreiche Asteroiden abgeleitet, darunter auch (263) Dresda, für die damals Werte von 23,2 km bzw. 0,23 erhalten wurden. Eine Auswertung von Beobachtungen durch das Projekt NEOWISE im nahen Infrarot führte 2011 zu vorläufigen Werten für den Durchmesser und die Albedo im sichtbaren Bereich von 25,5 km bzw. 0,18. Nach neuen Messungen mit NEOWISE wurden die Werte 2014 auf 24,0 km bzw. 0,20 korrigiert.
Photometrische Messungen des Asteroiden fanden erstmals statt vom 21. bis 27. November 1984 am McDonald-Observatorium in Texas. Aus der während drei Nächten aufgezeichneten, recht lückenhaften Lichtkurve wurde eine Rotationsperiode von 14,32 h abgeleitet. Ausführlichere Beobachtungen erfolgten dann im Mai 1988 wieder am McDonald-Observatorium sowie im April 1992 und im Juli 1993 am Wallace Astrophysical Observatory (WAO) in Massachusetts. Die Auswertung der Daten führte nun zu einer deutlich längeren Rotationsperiode von 16,77 h.
Aus Beobachtungen der Jahre 1984 bis 1993 konnte in der Ukraine für (263) Dresda eine Rotationsperiode von 16,7654 h abgeleitet werden. Es wurde auch eine Position für die Rotationsachse mit prograder Rotation sowie die Achsenverhältnisse eines dreiachsig-ellipsoidischen Gestaltmodells für den Asteroiden berechnet. Neue Messungen von April bis Juni 2002, im Juli und August 2003 sowie im Januar 2005 am Whitin Observatory in Massachusetts führten zu einer abgeleiteten Rotationsperiode von 16,814 h.
Die Auswertung archivierter Lichtkurven der Lowell Photometric Database ermöglichte in einer Untersuchung von 2016 für ein ellipsoidisches Gestaltmodell die Bestimmung der Rotationsperiode zu 16,8138 h, außerdem konnten zwei alternative Lösungen für die Position der Rotationsachse mit prograder Rotation angegeben werden. In einer weiteren Untersuchung von 2016 führte die Auswertung von 12 vorliegenden Lichtkurven und weiteren Daten der Lowell Photometric Database zur Erstellung eines dreidimensionalen Gestaltmodells des Asteroiden für zwei alternative Rotationsachsen mit prograder Rotation und einer Periode von 16,8139 h.
Aus archivierten Daten des Asteroid Terrestrial-impact Last Alert System (ATLAS) aus dem Zeitraum 2015 bis 2018 konnte in einer Untersuchung von 2022 mit der Methode der konvexen Inversion eine Rotationsperiode von 16,81384 h bestimmt werden.